# Сайдботтом, Арни
Арнолд (Арни) Сайдботтом (англ. Arnold "Arnie" Sidebottom; 1 апреля 1954) — английский футболист и крикетист.

## Футбольная карьера
Сайдботтом родился в Барнсли (Йоркшир) и начал играть в футбол в качестве защитника в футбольной академии «Манчестер Юнайтед». В 1972 году подписал профессиональный контракт с клубом. В основном составе «Манчестер Юнайтед» дебютировал 23 апреля 1973 года на стадионе «Олд Траффорд» в матче Первого дивизиона против «Шеффилд Юнайтед» — это был последний матч Бобби Чарльтона. Всего в сезоне 1972/73 провёл за «Юнайтед» 2 матча, как и в следующем сезоне. В сезоне 1974/75 выступал чаще из-за травмы Джима Холтона. Помог команде выиграть Второй дивизион и вернуться в Первый дивизион. Однако его уровень не соответствовал игроку высшего дивизиона, и в январе 1976 года он был продан в клуб Четвёртого дивизиона «Хаддерсфилд Таун». За «Юнайтед» он провёл 20 официальных матчей.
В составе «Хаддерсфилд Таун» Арни провёл три сезона, сыграв 66 матчей и забив 6 мячей. В сезоне 1978/79 выступал за другой клуб Четвёртого дивизиона «Галифакс Таун» (22 матча, 2 гола).
В 2007 году в голосовании «50 худших футболистов, сыгравших в высшем дивизионе», проведённом газетой The Times, Сайдботтом занял 5-е место.

## Крикетная карьера
С 1973 по 1991 год выступал за крикетный клуб Йоркшира. Также выступал за крикетную команду Фри-Стейт (с 1981 по 1984 год) и сыграл один матч за сборную Англии по крикету (11 июля 1985 года).

## Тренерская карьера
Завершив играть в крикет за клуб Йоркшира в 1991 году, Арни занялся в нём тренерской работой. Он проработал в клубе до 2003 года.
Впоследствии работал футбольным и крикетным тренером в Западном Йоркшире.